# Марк, Гуго Маврикиевич
Гуго Маврикиевич Марк (1869, Москва, Российская империя — 1918, Москва) — российский предприниматель и меценат.

## Биография
Переселенец из Германии в третьем поколении. Семья Марк была еврейского происхождения, но перешла в лютеранство, породнившись с немцами Вогау. Он, как и его отец Маврикий (Мориц) Филиппович Марк, оставался германским подданным (рейхсдойче) вплоть до 1914 года. Во избежание дополнительных неприятностей оба после начала войны перешли в российское подданство. Мать Марка — Софья Карловна, равно как и обе бабушки, а также жена Эльза, были урождёнными фон Вогау. Отцом Эльзы был Максимилиан Гуго Вогау (1849—1923). Вогау и Кнопы были наиболее состоятельными московскими немцами и лидерами Евангелическо-лютеранской общины. Они помимо прочей благотворительности материально поддержали переоборудование лютеранской церкви Св. Петра и Павла в Старосадском переулке. Их дети посещали учебные заведения при этой церкви, где преподавание, в основном, велось на немецком языке. Потом и сам Марк станет членом совета учебных заведений при церкви Св. Петра и Павла и Московской школы для бедных детей евангелического вероисповедания, а также членом попечительского совета Московского коммерческого института.
Немецкая диаспора Москвы (до революции самая многочисленная) составляла обособленную группу, подобно английской колонии где-нибудь в Индии или Китае. У семейства Вогау-Марков тесных связей с исторической родиной не сохранилось, но жизнь в семье протекала по западному укладу, в национальных традициях. Сближение с московским купечеством сдерживалось ещё и тем, что его социальный статус был ниже, чем на Западе. Как следствие изолированности немецкого сообщества, браки совершались внутри его, предпринимательство скреплялось родственными узами. Вогау-Марки владели компактно расположенными усадьбами, загородными и городскими. В Москве они жили недалеко от Старосадского переулка (ул. Воронцово Поле, дома № 8 и 10; Большой Николоворобинский пер., дом № 7), лето проводили за городом. По просьбе Морица Марка был открыт полустанок на Савёловской железной дороге вблизи имения Архангельское, принадлежащего его семье. Расходы по устройству полустанка пришлось оплачивать уже молодому хозяину — Гуго Марку, к которому в вначале 1900-х перешло управление делами. Остановка получила название «Марк», оно не менялось на протяжении уже более 100 лет.
Эльза была занята воспитанием сыновей Макса и Конрада. Она увлекалась театром, летом устраивала любительские спектакли. Марк любил музыку, состоял членом филармонии. У него было много работы, он становится основным распорядителем торгового дома «Вогау и Ко» и удостаивается почетного звания мануфактур-советника.
После начала войны с Германией положение семейства Вогау-Марков, как и всех российских немцев (фольксдойче), стало быстро ухудшаться. Последовали дискриминационные меры, была официально объявлена борьба с немецким засильем. Волна немецких погромов в Москве принесла семейству ущерб на сумму в два млн руб. — разграблен и разрушен жилой дом № 10 на Воронцовом Поле, здание на Варварке, в котором находились конторы предприятий, а также полностью сожжено именье в Архангельском. Вогау с родственниками стали покидать Россию, ликвидируя с определёнными издержками своё имущество. Кроме Марка, остались лишь его старший сын Максим, призванный в российскую армию, и племянник И. Э. Соломон. Оба расстреляны в 1937 г. как «немецкие шпионы», их семьи репрессированы. Максим Гугович Марк к тому времени уже был крупным советским специалистом по радиотехнике, занимался научно-исследовательской работой и преподаванием, имел звание профессора. Эльза с младшим сыном перебралась в Швецию, она вторично вышла замуж за офицера Уго Дидрихса, преподававшего ранее в Москве верховую езду. Конрад Марк-Вогау стал известным шведским историком. Г. М. Марк умер в 1918 г. в Москве, точная дата и место захоронения не известны. Его отпевал православный священник.

## Предпринимательство
Г. М. Марк был совладельцем торгового дома в форме полного товарищества «Вогау и Ко», превратившегося в крупнейший торгово-промышленный комплекс, насчитывающий около 20 предприятий. Конторы многих из них размещались в здании Товарищества в Москве на ул. Варварка.
Марк состоял членом правления ряда предприятий, связанных с этим семейным торговым домом: Общества для обследования и устройства предприятий в России, Русского товарищества для торговли чаем «Караван», Товарищества латунного и меднопрокатного заводов Кольчугина, Товарищества Московского металлического завода (Гужон), Общества Московского электролитического завода, Товарищества Московского сахаро-рафинадного завода, Общества «Рудник Карл» (разработка залежей антрацита); член совета Московского Частного коммерческого банка. Он энергично взялся за развитие торговли и транспорта в Западной Сибири в рамках созданной торговыми домами Вогау и Кнопа экспортной акционерной компании «Studoruss». Однако компания была ликвидирована после начала Первой мировой войны.
Реконструкция Белорецких железоделательных заводов, директором которых стал Марк, продолжалась и в военное время. В 1874 году заводы попали под казенную опеку и были проданы за долги. Специально для такой сделки организовали первую на Урале акционерную компанию. Одним из её учредителей стал сын бывшего владельца заводов отставной гвардии ротмистр В. С. Пашков, потомок тех, кто построил в Москве Второй Пашков дом. В дело он был взят исключительно с рекламным умыслом, ради бренда. Вторым учредителем стал торговый дом «Вогау и Ко». Выкупив за 999 238 руб. заводы и отведенные им земли, богатые рудой, лесом и водными ресурсами, он и стал фактическим владельцем «Акционерного общества Белорецких железоделательных заводов Пашковых». Новые хозяева сразу же принялись вкладывать большие средства в расширение и модернизацию производства.
Транспорт оставался лимитирующим звеном. Готовую продукцию (зимой), руду и уголь перевозили лошадьми. Лишь весной по большой воде часть продукции отправляли сплавом по р. Белая. Марк стал инициатором строительства сети узкоколейных железнодорожных путей. Сначала Белорецкий округ связали с «большой землёй», выйдя к уже существующей Самаро-Златоустовской магистрали. Строительство дороги началось в 1909 году. Естественно, начали двигаться от большой колеи, от поселка Катав-Ивановск на юг к Белорецку. По гористой глухой тайге за месяц в среднем удавалось пройти 4 км, стройкой руководили немецкие инженеры. В 1912 году узкоколейка дошла до поселка Белорецких заводов. Сразу же была построена ветка протяженностью 18 км до станции Журболото для перевозки торфа, а в следующем году приступили к строительству колеи на юг к одиноко возвышающейся горе Магнитная (80 км). От альтернативного варианта — линии в 50 км на запад до поселка Тукан, к месторождению бедных руд дирекция отказалась.
Накануне войны вступил в строй проволочно-гвоздильный завод с выпуском проволоки разного размера и телеграфных крючьев, тогда же строится электростанция и проводится электрификация. Общество Белорецких заводов приносило приличную прибыль, но её всё равно не хватало на перевооружение. Поэтому в 1912 г. было получено согласие Министерства торговли и промышленности на увеличение вдвое акционерного капитала до 7 млн руб. Для распространения дополнительных акций, был создан синдикат во главе с Русским для внешней торговли банком.
Марк как распорядитель торгового дома «Вогау и Ко», директор или член правления заводов был непосредственно связан с производством и переработкой меди. В 1912 г. из состава Общества Белорецких заводов был выведен завод в Польше и учреждено новое Товарищество меднопрокатных заводов «Гловно». Ранее (1907) торговый дому «Вогау и Ко» занял центральное место посредника между медеплавильными, медепрокатными и электролизными заводами в синдикате «Медь». Синдикат, или почти то же самое, что дом «Вогау и Ко», перед началом войны контролировал 70 % всей выплавляемой в России меди. Марк стал пионером автомобилизации России. Ему также приходилось заниматься и традиционными для Вогау производствами и торговлей чаем, сахаром, текстилем и проч.

## Ликвидация
После вступления России в Первую мировую войну гонения на этнических немцев (фольксдойче) нарастали на фоне постоянного ухудшения ситуации на фронтах и в тылу. Правительство, естественно, было обеспокоенно главенствующим, монопольным положением «Вогау и Ко» на рынке меди и медных сплавов, в руководстве одним из крупных и хорошо оснащенных металлургических комплексов Урала и в торговле другой стратегически важной продукцией (сода, цемент и др.). К торговому дому Вогау и его предприятиям постарались применить «Правила о ликвидации торговых предприятий, принадлежащих неприятельским подданным», утверждённые Николаем II в мае 1915 г. Помимо прикрепления специального правительственного инспектора к Обществу Белорецких заводов сюда в конце 1915 г. была направлена депеша с запросом данных о подданных «неприятельских с Россией держав», владеющих акциями на 1913 г. В 1916 году акционерный капитал Общества в 7 млн руб. распределялся следующим образом (млн руб.): торговый дом «Вогау и Ко» — 4,135; лица, непосредственно с ним связанные, — 1,1 и германские поданные — 0,415. Хотя доля акций, принадлежащих гражданам «неприятельских держав» составила порядка 10 %, в указанное время из правления Общества были выведены все члены немецкой национальности и оно стало управляться Международным банком, который остался должен торговому дому «Вогау и Ко» 8 млн руб. Поменялись и планы развития округа. Строительство узкоколейной ветки к горе Магнитная закрыли, успев выполнить лишь земляные работы на протяжении 20 км. После революции решили узкоколейку строить по первому варианту до Тукана. Она влилась в одну из самых больших в мире (порядка 300 км) сетей узкоколейных дорог, обслуживавших Белорецкие заводы более 75 лет. А у подножья горы развернется легендарная комсомольская стройка нового завода — Магнитки, первоначальный проект которого выполнил инженер Эмерлинг ещё в 1917 г.
Участие «Вогау и Ко» в синдикате «Медь» вызывало повышенное внимание. В справке, представленной фирмой в Межведомственное совещание при Министерстве торговли и промышленности, было указано, что деньги подданных «враждебных государств» в сумме 4,5 млн руб. фирма передает в особый фонд Государственного банка, а их ценные бумаги оставляет у себя на сохранение как личную собственность частных лиц. Что касается персонала торгового дома, то из 650 служащих германскими подданными являлись только 25 человек. До революции торговый дом «Вогау и Ко» все же ликвидирован не был — казна не в состоянии была выделить необходимую для этого сумму 30 млн руб. По истечении срока договоров с синдикатом 31 декабря 1916 г. посредническая деятельность «Вогау и Ко» прекратилась. Синдикат «Медь» сохранился, но он превратился в рабочий орган правительственного Комитета по делам металлургической промышленности. Члены семейства Вогау принялись сворачивать свои дела по всем направлениям и покидать Россию.

## Содействие науке
Из деловых кругов Марк оказался единственным, кто реально поддержал «Общество Московского научного института в память 19 февраля 1861 г.» Общество было учреждено весной 1912 г. профессорами и преподавателями Московского университета, его покинувшими в знак протеста против урезания университетских свобод (Дело Кассо). Дата отмены крепостного права в названии подчеркивала стремление его участников к независимости научной работы от чрезмерной преподавательской нагрузки и государственной опеки. Насущной практической задачей явилось организация «вольных» институтов, вне учебных заведений и Императорской академии для наиболее видных членов — физика П. Н. Лебедева и биолога Н. К. Кольцова. Общество было ограничено в средствах. Подобно акционерной компании, каждый её член был обязан приобрести как минимум один пай стоимостью 50 руб. При обращении к московскому купечеству Лебедеву предложили лишь место для продолжения научных исследований в кабинете Московской практической академии коммерческих наук — учебного заведения, находящегося в ведении Министерства финансов. В отличие от Запада, российские предприниматели, вчерашние купцы и их наследники, в массе ещё не готовы были вкладывать значительные средства в науку.
Первая помощь пришла со стороны Народного университета им. А. Л. Шанявского. В здании на ул. Волхонка, 14 Университет выделил несколько комнат под лаборатории П. Н. Лебедеву, Н. К. Кольцову и Г. В. Вульфу, а также для работы Лебедеву нанял две небольших квартиры в подвале дома № 20 в Мёртвом (Пречистенском) переулке. От Леденцовского "Общества содействия успехам опытных наук и их практических применений" он получил помощь в размере 15 000 руб. Однако, это было ещё далеко от первоначальных замыслов создания современного научного института по физике и биологии, оснащенного на европейском уровне и располагающего своим издательским центром.
Ситуация стала меняться благодаря пожертвованию Марка в размере 100 000 руб. Однако выяснилось, что проект физического института, разработанный П. П. Лазаревым и архитектором А. Н. Соколовым по эскизам скончавшегося в марте 1912 года Лебедева, требует ещё больших затрат. Марк дополнительно внёс 125 000 руб., а после утверждения проекта на Ученом совете Общества он возглавил строительную комиссию. Московское городское Общественное управление отвело под застройку место на Mиycской площади рядом с университетом им. А. Л. Шанявскаго. К концу 1916 г. строительство здания, которое обошлось в 278 212 руб. 53 коп., было завершено, и 1 января 1917 г. был торжественно открыт Физический институт Московского научного института. Помимо специализированных лабораторных помещений, Институт располагал рентгеновским кабинетом, библиотекой, механической и стеклодувной мастерскими. Общая площадь составила 987 м², директором Института избрали Лазарева.
Так получилось, что Марк не только принял непосредственное участие в создании Физического института в Москве, но и, фактически, обеспечил всю дальнейшую деятельность Общества Московского научного института, положившую начало формированию в стране «большой науки». Письмом от 20 декабря 1916 г. Марк просит правление фирмы «Вогау и Ко» внести ещё в этом же году на счёт Общества Московского научного института обещанную им сумму 1,2 млн руб., исключив её из причитающегося ему дохода за 1916 г., и также уведомить Общество об этом. Деньги пошли (тыс. руб.): на покрытие расходов при строительстве здания Физического института — 53, на его оборудование — 20 и на обеспечение работ в грядущие три года — 75.
Общество Московского научного института в 1916 г. основало также Институт экспериментальной биологии и, очевидно, в расчёте на обещанное пожертвование приобрело дом № 41 в переулке Сивцев Вражек, которое до этого занимала частная Мужская гимназия З. И. Шамониной. После оборудования помещений здесь и разместился Институт экспериментальной биологии, возглавляемый Кольцовым. Первоначально в штате, кроме директора, было всего три сотрудника, годовой бюджет Института составил 40 000 руб. Сюда же поместили Бактериологический институт с Центральной контрольной станцией сывороток и вакцин Л. А. Тарасевича и Институт физиологии питания Н. М. Шатерникова. Часть средств пошла на организацию Московского научного издательства при Московском научном институте. Оно стало выпускать журнал «Успехи физических наук», учрежденный Лазаревым. В первом же выпуске он и поместил своеобразный отчет о создании Физического института, вышедший также отдельной брошюрой.
Четвёртое, последнее пожертвование Марка было самым большим. Письмом от 30 июня 1917 г. он подтверждает своё заявление об уходе из состава членов фирмы «Вогау и Ко» с 1 января 1918 г. и просит из причитающейся ему суммы фирменного капитала перевести Обществу Московского научного института ещё 2 млн руб. Взнос мог быть произведен, по усмотрению фирмы, также государственными русскими процентными бумагами, а указанную сумму с 1 июля 1917 г. он просил фирму считать собственностью Общества и насчитывать с этого срока проценты в его пользу. Надо полагать, часть этой суммы (0,5 млн руб.) составила капитал Физического института, о котором сообщил Лазарев. Как были распределены остальные средства, не известно, но благодаря им и оставшимися средствам от предыдущего пожертвования, все научные учреждения Общества смогли пережить тяжелейший период разрухи и экономического коллапса, вызванного войнами и революциями. Когда инфляция и обесценивание обязательств истощили этот капитал Общества, оно перестало существовать. Институты перешли во введение Наркомата здравоохранения. При этом Физический институт получил другое название — Институт биологической физики НКЗ (1919). Институты медико-биологического направления составили основу создания в 1920 г. объединения Государственный институт народного здравоохранения им. Л. Пастера (ГИНЗ).
С наукой имя Марка оказалось связано не только при жизни, но и после смерти. Все усадьбы, принадлежащие ему, жене и близким родственникам в элитном купеческом районе улицы Воронцово Поле, сразу же после революции стали отводиться под научно-исследовательские институты. В 1921 г. в доме № 8 на этой улице был торжественно открыт Институт биохимии, вошедший в состав ГИНЗ, а год спустя в соседнем доме № 10 расположился Химический институт ВСНХ им. Л. Я. Карпова. Позже (1930) в дом № 7 в Николоворобинском переулке поместили Клинику лечебного питания Государственного научно-исследовательского института питания Наркомздрава РСФСР. Все указанные дома с некоторыми относящимися к ним постройками включены в список объектов культурного наследия и опекаются службой Москомнаследия.
В истории России Г. М. Марк остался самым щедрым жертвователем на науку — общая сумма приблизилась к 3,5 млн руб., но он пожелал оставаться неизвестным, о его пожертвованиях знал лишь узкий круг лиц. После создания лаборатории в Мёртвом переулке Лебедев подвергся нападкам со стороны русских националистов в газете «Кремль», издаваемой Д. И. Иловайским. Марк поступил так, чтобы его немецкое происхождение не могло быть использовано для дискредитации Общества Московского научного института в память 19 февраля 1861 г.